# ألان ووكر (لاعب كريكت)
ألان ووكر (7 يوليو 1962 في المملكة المتحدة - )  (بالإنجليزية: Alan Walker)‏ هو لاعب كريكت بريطاني. لعب مع نادي مقاطعة دورهام للكريكت ‏ ونادي مقاطعة نورثامبتونشير للكريكت ‏ ونادي مارليبون للكريكت ‏.